# Ommata discolor
Ommata discolor är en skalbaggsart som beskrevs av Pierre Émile Gounelle 1911. Ommata discolor ingår i släktet Ommata och familjen långhorningar. Inga underarter finns listade i Catalogue of Life.